# Giovanni Díaz Nosti
Giovanni Díaz Nosti C.M.F., in spagnolo Juan Díaz Nosti (Oviedo, 17 febbraio 1880 – Barbastro, 2 agosto 1936), è stato un presbitero spagnolo, martirizzato a Barbastro durante la Guerra civile spagnola e venerato come beato dalla Chiesa cattolica.

## Biografia
Nacque ad Oviedo nella regione delle Asturie il 17 febbraio 1880 e fu il primo clarettiano originario delle Asturie. I genitori si trasferirono a Barcellona dove conobbe i clarettiani. Entrò nel seminario di Barbastro e continuò gli studi a Cervera e Alagón. Venne ordinato sacerdote nella cattedrale di Saragozza. Insegnò teologia morale nei seminari di Alagón e Aranda de Duero ed è stato superiore della casa di Calatayud.
Giovanni era insegnante di teologia morale quando scoppiò la guerra civile. Venne arrestato il 20 luglio del 1936 e fucilato la mattina del 2 agosto presso il cimitero di Barbastro. Insieme a Filippo di Gesù Munárriz Azcona e Leonzio Pérez Ramos fece parte del primo gruppo di clarettiani che subirono il martirio. Quella notte, insieme a loro, furono fucilati altre 17 persone tra sacerdoti diocesani e laici cattolici. I loro corpi sono stati gettati in una fossa comune.

Dopo la guerra i resti dei martiri furono riesumati e si possono venerare oggi nella cripta della casa museo a Barbastro. Nel 2013 è uscito un film sulla vicenda intitolato Un Dios prohibido per la regia di Pablo Moreno.

## Culto
La beatificazione avvenne a Roma, ad opera di Giovanni Paolo II, il 25 ottobre 1992. La Chiesa cattolica lo ricorda il 2 agosto.